# Peromyia dissona
Peromyia dissona är en tvåvingeart som beskrevs av Jaschhof 2004. Peromyia dissona ingår i släktet Peromyia och familjen gallmyggor. Inga underarter finns listade i Catalogue of Life.